# باتريك سلفستر
باتريك سلفستر (مواليد 1 سبتمبر 1968) هو لاعب كرة قدم. يلعب مع منتخب سويسرا لكرة القدم. سبق له أن لعب في كأس العالم لكرة القدم مع منتخب بلاده.

## مسيرته الكروية
لعب باتريك سلفستر خلال مسيرته الاحترافية مع 4 أندية في أحد عشر موسمًا وسجل خلالها 17 هدفًا ضمن 319 مباراة. حيث فاز في ثلاثة مواسم بالكأس وفي موسم واحد بالدوري.
خاض باتريك سلفستر مسيرته مع نادي لو تشو دي فوندز في موسم 1986–87 ولمدة موسمين، مشاركًا في 60 مباراة سجل خلالها هدفين. ثم انتقل إلى نادي لوغانو في موسم 1988–89 ليلعب معه خمسة مواسم، حيث شارك في 162 مباراة سجل خلالها 7 أهداف. لينتقل بعدها إلى نادي لوزان في موسم 1993–94 ولمدة موسمين، مشاركًا في 50 مباراة سجل خلالها 6 أهداف. ثم انتقل إلى نادي سيون في موسم 1995–96 ولمدة موسمين، مشاركًا في 47 مباراة سجل خلالها هدفين.

## روابط خارجية
- باتريك سلفستر على موقع الاتحاد الدولي (مؤرشف)  (الإنجليزية)
- باتريك سلفستر على موقع قاعدة بيانات كرة القدم.إي يو (الإنجليزية)
- باتريك سلفستر على موقع ناشيونال فوتبول تيمز (الإنجليزية)